# Neofelis diardi
O leopardo-nebuloso-de-bornéu ou pantera-nebulosa-de-bornéu (nome científico: Neofelis diardi) é uma espécie de mamífero carnívoro da família Felidae. Ocorre na Indonésia e Malásia (nas ilhas de Sumatra e Bornéu). Foi recentemente elevada a espécie distinta em um trabalho publicado por Buckley-Benson e colaboradores em 2006, até então era considerada uma subespécie insular do Neofelis nebulosa. Em 2008 foi considerada vulnerável na Lista Vermelha de Espécies Ameaçadas da IUCN e calcula-se que a população desses felinos chegue a 10 mil indivíduos.

## Nomenclatura e taxonomia
A espécie foi nomeada em homenagem ao  naturalista e explorador francês Pierre-Médard Diard, no século XIX, as duas espécies de panteras-nebulosas eram designadas como Felis diardii e, coloquialmente, como gato-de-diard.
 Os nomes locais, "Macan Dahan" na Língua indonésia e "Harimau Dahan" em Malaio, significam "Tigre do galho da árvore".[carece de fontes?]
A espécie foi, por muito tempo, classificada como uma subespécie da pantera-nebulosa, classificada como Neofelis nebulosa diardi. Em dezembro de 2006, dois artigos no jornal científico Current Biology discorreram sobre a necessária reclassificação e redefinição de duas subespécies do Leopardo Nebuloso: Neofelis nebulosa originária da Ásia continental e Neofelis diardi do Arquipélago Malaio, com a exceção da região peninsular da Malásia. Em 2006, um estudo elaborado por Andrew C. Kitchener detalhou variações geográficas na espécie, indicando a separação em duas subespécies. Os resultados de uma análise morfométrica na pelagem numa amostra de 77 leopardos-nebulosos originários de vários regiões da Ásia, indicava havia dois grupos morfológicos distintos, diferenciando-se principalmente no tamanho de suas manchas.
Outro estudo, elaborado por Valerie A. Buckley Beason citava evidências moleculares que confirmavam a separação da espécie, apesar de terem sido usadas amostras de DNA apenas de populações da Ásia continental e da ilha de Bornéu e nenhuma da ilha de Sumatra. O estudo mostrou várias diferenças genéticas entre as subespécies (Diferenças no DNA mitocondrial, nas sequências do DNA nuclear, variações microssatélite e diferenças citogenéticas).

## Distribuição geográfica e habitat
O leopardo-nebuloso-de-bornéu está distribuído na Indonésia e Malásia insular, especificamente nas ilhas de Sumatra e Bornéu. A presença da espécie nas ilhas Batu é incerta. Fósseis foram encontrados na ilha de Java.
Em Bornéu, ocorre em florestas de planícies abaixo dos 1 500 metros de altitude. Em Sumatra, é mais abundante em áreas montanhosas.

## Conservação
A União Internacional para a Conservação da Natureza e dos Recursos Naturais (IUCN) classifica o leopardo-nebuloso como "vulnerável" desde 2008.